# AS Vita Club
AS Vita Club is een Congolese voetbalclub uit de hoofdstad Kinshasa.

## Erelijst
Nationaal
- Linafoot

1970, 1971, 1972, 1973, 1975, 1977, 1980, 1988, 1997, 2003, 2010, 2015, 2018, 2021
- Coupe du Congo

1971, 1972, 1973, 1975, 1977, 1981, 1982, 1983, 2001
- Supercoupe du Congo

2015
- Papa Kalala Challenge

1982, 1983
Contintentaal
- African Cup of Champions Clubs

1973

## Bekende (oud-)spelers
- Mundaba Kisombe
- Zola Matumona
- Ricky Mavuba
- Nsumbu Mazuwa
- Jeff Tutuana
- Jean-Paul Boeka-Lisasi
- Elos Elonga-Ekakia
- Nzelo Lembi